# Hermannsdorf (Illschwang)
Hermannsdorf ist ein Weiler und Gemeindeteil der Gemeinde Illschwang im Landkreis Amberg-Sulzbach. Der Ort besteht aus fünf Häusern.

## Geschichte
Am 1. Januar 1978 wurde der Ort und weitere Gemeindeteile von Angfeld nach Illschwang eingemeindet.